# Rękopis znaleziony w Akce
Rękopis znaleziony w Akce (port. Manuscrito Encontrado em Accra) – powieść Paulo Coelho wydana w 2012 roku.
Akcja powieści rozpoczyna się 14 lipca 1099 w Akce obleganej przez wojska I wyprawy krzyżowej. 